# Andy Rooney
Andrew Aitken Rooney (14. januar 1919 i New York – 4. november 2011) var en amerikansk journalist som er kendt for sine kommentarer i CBS-programmet 60 Minutes.
Rooney var for de fleste kendt for sine underfundige funderinger over dagligdags ting i afslutningen af hver episode af 60 Minutes, hvor han havde været tilknyttet siden 1978. I løbet af 2011 trappede Rooney ned fra ugentlige til månedlige indslag på 60 Minutes.
Rooney begyndte sin karriere som journalist i Stars and Stripes i 1941 som indkaldt krigsreporter. I 1943 var han en af seks korrespondenter som var med på den første amerikanske bombning af Tyskland under Anden verdenskrig. Han var også en af de første amerikanske journalister som besøgte koncentrationslejrerne efter krigens afslutning.
Rooney blev ansat på CBS i 1949 hvor han blandt andet arbejdede som medforfatter på programmet Arthur Godfrey's Talent Scouts og The Garry Moore Show. I 1978 fik han sit faste indslag i 60 Minutes.
Rooney var gift med Marguerite som døde i 2004. Sammen havde de tre børn. Datteren Emily Rooney er talkshow-vært på ABC News.